# Tempo (muzyka)

Określenie tempa (u góry) podane na dwa sposoby: opisowo, przez podanie włoskiej nazwy tempa andante, oraz numerycznie (w nawiasie), przez podanie liczby ósemek na minutę.

Tempo (agogika) – jeden z elementów dzieła muzycznego, oznaczający, jak szybko utwór ma być wykonany.

## Historia określania tempa
Pierwsze próby ścisłego określenia tempa podejmowano już na przełomie XV i XVI wieku. Szły one w trzech kierunkach:
- oznaczanie tempa za pomocą czynności wykonywanych przez człowieka lub jego organizm, jak kroczenie (H. Buchner - Fundamentbuch, ok. 1520), uderzenia motyką (Hermann Finck, Practica musica, 1556), ale w szczególności za pomocą pulsu zdrowego, wypoczętego człowieka (np. F. Gaffori, Practica Musicae, 1496; Marin Mersenne, Harmonie Universelle, 1636; Johann Joachim Quantz, Versuch einer Anweisung die Flöte traversière zu spielen, 1752 i in.).
- oznaczanie tempa za pomocą urządzeń mechanicznych, jak wahadło (np. Michael Praetorius, Syntagma Musicum, 1619); chronomètre (Étienne Loulié, Éléments ou Principes de musique mis dans un nouvel ordre, 1696); échomètre (Joseph Sauver, 1701)[1]; mètromètre (Luis-Léon Pajot, 1732), zegar z sekundnikiem i in.;
- oznaczanie czasu trwania danego utworu w minutach i sekundach, z czego wynikało tempo (Michel Richard Delalande, Georg Friedrich Händel, Johann Adolf Scheibe i in.).

Od początku XVII w. zaczęto w zapisie nutowym podawać (początkowo sporadycznie, a wcześniej tylko wyjątkowo) szybkość wykonania utworu w postaci włoskiej nazwy tempa nad partyturą lub pięciolinią (jednak np. już w barokowej muzyce francuskiej używano określeń francuskich, zaś jednym z pierwszych kompozytorów niemieckich, określających tempo w swoim języku ojczystym, był Ludwig van Beethoven). Ta metoda definiuje tempo w sposób przybliżony, zaś w różnych szkołach i w różnych okresach historycznych określeniom tym nadawano różne znaczenie.
Od drugiej połowy XVIII w. nazwom tempa towarzyszą często dodatkowe określenia, opisujące sposób wykonania utworu (np. adagio cantabile – powoli i śpiewnie, adagio risoluto - powoli, ale pewnie, zdecydowanie). Coraz częściej określenia te podawane są też w innych językach narodowych (angielskim, niemieckim, francuskim itp.).
Proste i precyzyjne określenie tempa stało się możliwe od czasu wynalezienia metronomu (1816). Od tej pory oprócz określeń słownych tempo można określić w sposób bezwzględny poprzez podanie liczby uderzeń na minutę (BPM) wraz z określeniem jednostki rytmicznej, odpowiadającej uderzeniu metronomu. Domyślnie jednostką tą jest ćwierćnuta, można jednak wybrać dowolną inną jednostkę, jeśli jest ona bardziej naturalna dla danego utworu (np. ósemkę lub półnutę).
Słowne określenia tempa podawane na początku utworów lub ich części są często używane w charakterze ich tytułów, o ile kompozytor nie nazwał dzieła w inny sposób (np. Adagio – jeden z bardziej znanych utworów przypisywany niesłusznie Tomaso Albinoniemu).

## Podstawowe współczesne określenia tempa
| Nazwa po włosku    | Znaczenie                 | Liczba jednostek metrycznych na minutę (BPM)* |
| Tempa wolne        | Tempa wolne               | Tempa wolne                                   |
| ------------------ | ------------------------- | --------------------------------------------- |
| grave              | ciężko, ociężale          | 30 – 40                                       |
| largo              | szeroko, bardzo wolno     | 40 – 50                                       |
| lento              | powoli                    | 50 – 52                                       |
| larghetto          | dosyć powoli              | 52 – 55                                       |
| adagio             | wolno                     | 55 – 60                                       |
| Tempa umiarkowane  |                           |                                               |
| andante            | w tempie spokojnego kroku | 60 – 70                                       |
| moderato           | umiarkowanie              | 88 – 92                                       |
| andantino          | szybciej niż andante      | 70-88*                                        |
| allegretto         | dość szybko               | 104 – 120                                     |
| Tempa szybkie      |                           |                                               |
| allegro            | ruchliwie, wesoło         | 120 – 138                                     |
| vivo vivace        | żywo, żwawo               | 160 – 168                                     |
| presto             | bardzo szybko             | 168 – 199                                     |
| presto vivacissimo | bardzo żywo               | 176*                                          |
| prestissimo        | najszybciej jak możliwe   | 200*                                          |

* Częstotliwość może się zmieniać w zależności od źródeł; również określenia te różnie były rozumiane w różnych epokach.

## Dodatkowe określenia
Określenia tempa mogą być dodatkowo modyfikowane określeniem uzupełniającym – odnoszącym się do określenia ruchu, nastroju, czy charakteru utworu – umieszczanym, zgodnie z regułami języka włoskiego, przed lub po nazwie tempa:
- ad libitum – według upodobania, swobodnie
- agitato – burzliwie, gwałtownie,
- alla – tak jak (np. alla marcia – tak jak w marszu lub alla turca – tak jak w muzyce tureckiej),
- appassionato – namiętnie, z pasją,
- appena – prawie, w ogóle, prawie nic,
- assai – dość,
- calando – zanikając,
- cantabile – śpiewająco, śpiewnie,
- con – z (con fuoco – z ogniem),
- deciso – zdecydowanie, stanowczo,
- dolce – słodko,
- dolcissimo – bardzo słodko,
- energico – energicznie,
- eroico – heroicznie,
- furioso – dosł. w furii
- in modo – w stylu (in modo di marcia funebre – w stylu marsza żałobnego),
- lacrimoso – smutno, żałobnie,
- lamentoso – dosł. lamentując,
- leggiero – lekko,
- maestoso – majestatycznie, poważnie
- malinconico – melancholijnie,
- marcato – zaznaczając, akcentując
- marciale – marszowo, w tempie marsza,
- meno – mniej (np. meno vivo – nie tak prędko),
- misterioso – tajemniczo,
- moderato – umiarkowanie
- molto – bardzo,
- non molto – nie bardzo (np. allegro non molto – nie bardzo ruchliwie),
- non tanto – nie zanadto,
- non troppo – nie zanadto (np. allegro ma non troppo – ruchliwie, ale nie zanadto),
- patetico – patetycznie, emocjonalnie,
- più – więcej, bardziej (np. più adagio – bardziej, więcej niż adagio),
- quasi – jakby,
- rigoroso – ściśle, dokładnie,
- saltando – skocznie i lekko,
- scherzando – zabawnie,
- sempre – zawsze, stale,
- tranquillamente – spokojnie,
- trionfante  – triumfalnie,
- vigoroso – silnie, śmiało,
- zeloso – żarliwie, szczerze.

## Chwilowe zmiany tempa

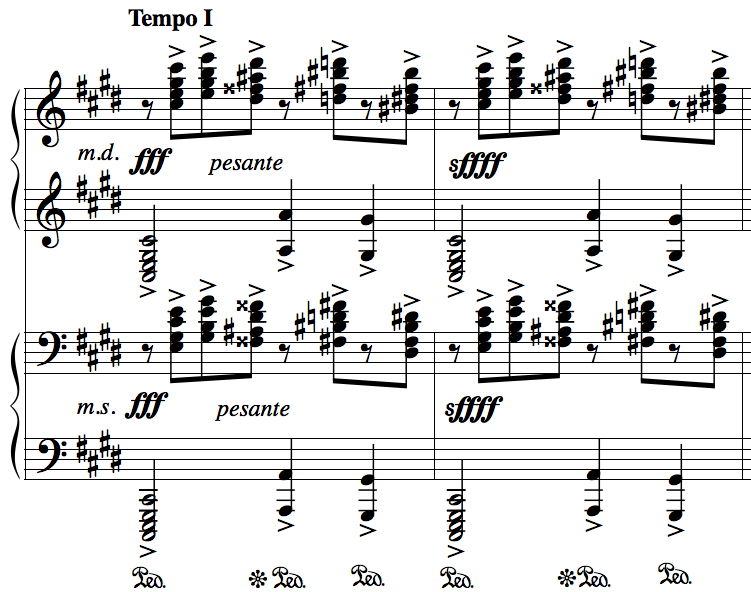
Określenie pesante, umieszczone pod codą preludium cis-moll Rachmaninowa z cyklu Morceaux de Fantaisie.

Chwilowe zmiany tempa podaje się pod pięciolinią na początku odcinka tekstu muzycznego, którego one dotyczą. Używa się określeń:
- accelerando – przyspieszyć,
- allargando – rozwlec,
- animato – ożywić,
- doppio movimento – dwa razy szybciej,
- doppio più lento – dwa razy wolniej,
- meno mosso – mniej ruchliwie,
- morendo – zamierając,
- pesante – ciężko,
- piú mosso – bardziej ruchliwie,
- poco a poco – coraz bardziej (np. poco a poco ritardando – coraz bardziej zwalniając),
- poco un poco – trochę (np. poco un poco animato trochę ożywiając),
- rallentando (rall.) – stopniowo zwolnić,
- ritardando (rit.) – spowolnić,
- ritenuto (również rit.) – zwolnienie,
- stringendo – pędzić, coraz gwałtowniej,
- sostenuto – przedłużyć,
- subito – nagle

Powrót do poprzedniego tempa zaznacza się określeniem: a tempo, tempo I lub tempo primo (tempo I).

## Oznaczenia w innych językach
Używane są również terminy w językach narodowych. Poniżej znajdują się tłumaczenia określeń tempa z wybranych języków.

### Francuski
Wielu kompozytorów używało francuskich określeń temp, m.in.: François Couperin, Jean-Philippe Rameau, Claude Debussy, Olivier Messiaen, Maurice Ravel czy Aleksandr Skriabin. Erik Satie używał stworzonych przez siebie francuskich określeń tempa:
- Grave – wolno, ciężko,
- Lent – wolno,
- Modéré – średnio (moderato),
- Moins – mniej,
- Rapide – szybko,
- Très – bardzo,
- Vif – żywo,
- Vite – szybko.

### Niemiecki
Określeń niemieckich używali np. Ludwig van Beethoven i Gustav Mahler.
- Langsam – wolno,
- Lebhaft – żywo,
- Mäßig – średnio (moderato),
- Rasch – szybko,
- Schnell – szybko, szybciej,
- Bewegt – ruchliwie.

### Angielski
Angielskie określenia stosowali między innymi Benjamin Britten i Percy Grainger.
- fast – szybko,
- medium – średnio,
- brisk – żywo,
- slowly – powoli,
- vigorously – żywo (vivo),
- mysterious – tajemniczo (misterioso).